# Hohoe
Hohoe è una città del Ghana, situata nella Regione del Volta.